# Undercover (belgische Fernsehserie)
Undercover ist eine hauptsächlich belgische Krimi-Fernsehserie, die 2019 begonnen hat. In der 10-teiligen ersten Staffel geht es um zwei Polizisten, die verdeckt im Umfeld eines Drogenhändlers ermitteln, um Beweise für seine Überführung zu sammeln. Sie wurde unter anderem von ZDFneo und Netflix koproduziert und erschien im Mai 2019 erstmals auf Deutsch. Anfang September 2020 erfolgte die Originalausstrahlung der zweiten Staffel. Einen Monat später wurde bekannt, dass bereits an einer dritten Staffel gearbeitet wird. Die Erstausstrahlung dieser Staffel fand von November 2021 bis Januar 2022 auf Netflix statt.

## Handlung

### Staffel 1
Der Niederländer Ferry Bouman ist Boss einer Gruppe Krimineller, die in der belgischen Provinz Limburg große Mengen Ecstasy herstellen und vertreiben. An den Wochenenden lebt er mit seiner Frau Danielle und seinen engsten Mitarbeitern in einem Bungalow auf einem Campingplatz in der Nähe von Lommel. Als die belgische Bundespolizei auf Ferry aufmerksam wird, beginnt sie – kooperativ mit der niederländischen Polizei – in Ferrys Umfeld zwei Polizisten als verdeckte Ermittler einzusetzen, bei denen es sich um den Flamen Bob Lemmens und die Niederländerin Kim de Rooij handelt.
Um Beweise zu sammeln, beziehen beide, als dauercampendes Liebespaar „Peter“ und „Anouk“ getarnt, in direkter Nachbarschaft zu Bouman einen Wohnwagen (im weiteren Handlungsverlauf ein Haus) auf dem Campingplatz. Sie ahnen noch nicht, dass Ferry insgeheim Kontakt zu dem Informanten Walter Devos hält, der bei der Mordkommission arbeitet und mit dem Drogendezernenten Marc Gevers bekannt ist. Walter entlockt ihm Informationen über seine Ermittlungen, aber nicht über die Undercover-Einsätze.
Bob und Kim versuchen, das Vertrauen von Ferry und dessen Helfern zu gewinnen und verfolgen dabei unterschiedliche, zu Konflikten führende Ansätze – sie risikoreich, er eher auf Sicherheit bedacht. Während Kim eine Freundschaft mit Danielle aufbaut, macht Bob Ferry Glauben, dass er ein international tätiger Natursteinhändler und als solcher auch im Schmuggelgeschäft tätig sei. Zu Ferrys Gefolgsleuten gehören auch sein Schwager und Geschäftsführer John Zwart und der aggressive Ex-Kickboxer Jurgen van Kamp, der „Peter“ verletzt, als er ihm „Anouk“ auszuspannen versucht. Bob beschädigt Jurgens Auto, um sich danach als Helfer beim Beseitigen der vermeintlichen Unfallspuren anzubieten und so Ferrys Vertrauen zu gewinnen. Bob und Kim können insgeheim die SIM-Kartennummern von Ferrys Handys ausspähen. Als sie deshalb ihren Vorgesetzten Nick Janssens in Antwerpen aufsuchen, werden sie insgeheim von John beobachtet, der deshalb misstrauisch gegenüber Bob wird.
Mit Informationen, die das Drogendezernat bei der Überwachung der Mobiltelefone erhält, kann Jurgen festgenommen werden, kurz nachdem dieser eine Ladung Rohmaterial abgeholt hat, das zur Ecstasy-Herstellung dient. Auf Bobs Vorschlag hin lässt das Dezernat Jurgen wieder frei, auch um damit die Vertrauensposition von Bob und Kim gegenüber Ferry zu stärken – wohl wissend, dass die sofortige Freilassung Jurgen in eine gefährliche Lage bringt. Tatsächlich wird Jurgen kurz darauf von seinem Schwiegervater John aus Misstrauen erschossen. Ferry prüft „Peters“ Vertrauenswürdigkeit und unterzieht ihn dazu einigen Prüfungen, darunter auch der Abholung einer Ladung PMK aus Polen mitsamt fingiertem Ladungsdiebstahl. Im realen Leben verheirateter Familienvater, ist Bob zugunsten der verdeckten Ermittlungstätigkeit immer häufiger dazu gezwungen, seine Ehe zu vernachlässigen; deshalb reicht seine Frau die Scheidung ein. Wenig später hat er unter Alkoholeinfluss Geschlechtsverkehr mit Kim.
Als sich Walter an den Ermittlungen der Mordkommission zu Jurgens Tod beteiligt, findet Marc durch Beschattung von Walter heraus, dass er John als Informant dient. Danach zwingen Marc und Staatsanwältin Liesbeth Mertens ihn unter Androhung seiner Bloßstellung dazu, seine Informantenrolle weiterzuspielen, aber sämtliche Informationen von den Gangstern an die Ermittler weiterzugeben. Unterdessen haben Ferry und John herausgefunden, dass ihr neuester Ecstasy-Kunde Gino Maldini die gekaufte Ware gewinnbringend an einen Deutschen weiterverkauft. Da sie deshalb ihre Marktposition gefährdet sehen, zwingen sie Gino, den Namen des Deutschen preiszugeben, wobei Gino schwere Brandverletzungen im Gesicht erleidet. Gino sinnt daher nach Rache und verletzt Ferry mit einem Schuss an der Schulter, Bob kann ihn vor schlimmeren Treffern bewahren. Bei der späteren Verfolgung Ginos lässt sich John von Bob helfen, dem wiederum Nick folgt. Ungeplanter Weise sieht John dabei Nick, den er einst zusammen mit Bob und Kim gesehen hatte, an deren Vertrauenswürdigkeit er deshalb nun wieder zweifelt.
Indes pflegt Danielle mit Kim eine Freundschaft, die – zu Ermittlungszwecken forciert von Kim – zunehmend erotisch wird, und nimmt dazu mit ihr auch Ecstasy ein. In der Folge arbeitet Kim daran, Danielle – und damit auch Ferry – zum Hierbleiben zu bewegen, da sich Ferry – Lebensgefahr für sich spürend – aus Europa nach Aruba absetzen möchte.
Die Ermittler arrangieren in der französischen Hafenstadt Saint-Malo ein Treffen von Ferry und John mit einem Ecstasy-Kaufinteressenten, der insgeheim auch für die Polizei arbeitet und mit Kokain zu bezahlen vorgibt. Währenddessen untermauert John durch Einsatz von Abhörtechnik seinen Verdacht, dass Bob und Kim für die Polizei arbeiten und die Handelsgespräche inszeniert sind. Als er deshalb Bob töten möchte, ertrinkt er bei einem Zweikampf mit Bob im Hafenbecken. Bob verschweigt seine Schuld für die Tötung zunächst sowohl der Polizei als auch Kim, die – ihm gegenüber deshalb misstrauisch – den Abbruch der verdeckten Ermittlungen durchsetzt. Der fingierte Ecstasy-Verkauf kommt nicht zustande, Ferry setzt sich mit Danielle nach Aruba ab und die Polizei stuft Johns Tod als Unfall ein.
Zwei Monate später werden in einem Wald neben dem Campingplatz die Leichen zweier von John schon vor Monaten ermordeter Männer gefunden. Auf Bobs Drängen hin, Ferry als Auftraggeber dafür zu verhaften, lässt Liesbeth die verdeckten Ermittlungen gegen Ferry wieder aufnehmen und dazu auch Bob und Kim einsetzen. Mit einer Einladung zur Hochzeit von „Peter“ und „Anouk“ locken die Ermittler Ferry wieder nach Belgien und den Großteil seiner Bande an ein und denselben Ort zur selben Zeit. Die Ermittler inszenieren in Charleroi einen Handel mit Übergabe einer großen Menge Ecstasy von Ferrys Gefolgsleuten. Sekunden, nachdem die Polizei die Ecstasy-Ladung sichergestellt hat, werden Ferry mitsamt seiner Frau und deren Kumpanen bei der gestellten Hochzeitsfeier auf dem Campingplatz verhaftet. Die Ermittlungen gegen den Bandenchef sind damit beendet. Später erhält er von Henk Swaab, einem Freund von John, Besuch im Gefängnis. Dieser spielt ihm eine Tonaufzeichnung von Bobs finalem Duell mit John vor, die beweisen soll, dass dessen Tod kein Unfall gewesen sei.

### Staffel 2
Ein Jahr nach den Geschehnissen der ersten Staffel richtet sich Bob in einem eigenen Haus ein, während seine ehemalige Kollegin Kim nicht mehr bei der niederländischen Polizei angestellt ist. Stattdessen arbeitet sie nun „direkt an der Front“ als Enthüllungsjournalistin und ist nach Brüssel umgezogen, wo sie mit ihrem neuen Freund Marthijn zusammenlebt. Bob und Kim treffen sich wieder, da die Journalistin ein belgisches Kennzeichen überprüft haben möchte. Sie ist einem Waffenschmugglerring auf der Spur, der mithilfe der ukrainischen Armee über Belgien Sprengkörper und Feuerwaffen in Kriegsgebiete wie Syrien verschifft. Die ausführenden Köpfe sind die Brüder Jean-Pierre und Laurent Berger – während Laurent, der nebenbei eine Pferderanch namens El Dorado betreibt, mit seiner Firma für die Logistik zuständig ist, kümmert sich Jean-Pierre als Kopf des Ganzen um das administrative Geschäft. Im El Dorado arbeitet die alleinerziehende Nathalie als Bedienung im angeschlossenen Saloon und lebt in einer Wohnung darüber gemeinsam mit ihrem Sohn Jackson. Die Familie Berger, zu der auch Mutter Yvette gehört, hatte Nathalie vor einigen Jahren hoch verschuldet und drogenabhängig unter ihre Fittiche genommen, setzt sie deswegen jedoch auch permanent unter Druck. So wird beispielsweise ein Versuch ihrerseits, einen Bürojob zu ergattern, durch den in sie verliebten Laurent boykottiert, und der erbarmungslose Jean-Pierre bedroht sie mit physischer und psychischer Gewalt. Später erfährt man, dass Laurent der Vater von Jackson ist.
Kim, die eine Spur verfolgt, welche sie auf die Ranch führt, wird vor ihrem Wohnhaus auf offener Straße niedergeschossen und verstirbt wenig später im Koma liegend an ihren inneren Verletzungen. Bob und Nick schreiben die Tat erst dem im Gefängnis sitzenden Ferry Bouman zu, der jedoch jegliche Schuld von sich weist, woraufhin auch die beiden Ermittler auf die El Dorado-Ranch stoßen. Um nun einerseits Kims Tod zu rächen und andererseits die Schmuggler zu überführen, wird Bob als Steve auf eine weitere Undercovermission geschickt. Gemeinsam mit der Beamtin Lisa de Wit, Deckname Charon, die sich bereits seit zwei Monaten regelmäßig auf der Ranch aufhält, soll er nun an die Familie Berger herankommen. Die Anklage gegen Danielle wird letztendlich fallen gelassen, und die Frau kehrt auf den Campingplatz zurück, kann jedoch nicht in den mittlerweile zerstörten Bungalow zurückkehren. Bob gefährdet den Einsatz, als er sich an Laurent vor dessen Firma für einen Angriff im Saloon rächt und diesen niederschlägt. Um sich vor Nick und dem Einsatzleiter Patrick, die ihn bereits angezählt haben, unentbehrlich zu machen, engagiert er einen Kollegen, der Lisa auf der Ranch enttarnt. Als Bob dann auch noch per Telefon Laurent warnt, Charon alias Lisa wäre eine Polizistin, zieht sich diese aus dem Fall zurück. Bobs Tochter Polly wandelt mit ihrer neuen Kamera auf den Spuren ihres Vaters auf dem Campingplatz, was Danielle jedoch gar nicht gefällt. Deren Mann steht währenddessen regelmäßig in Kontakt mit Henk Swaab, einem Freund des toten John, der für ihn Jagd auf Bob machen soll. Durch Laurents Schuld platzt ein Waffendeal mit zwei südsudanesischen Rebellenführern und die Brüder verlieren Ware im Wert von 6 Millionen Euro. Auf Befehl von Jean-Pierre werden die Südsudanesen, die Vergeltung geschworen haben, noch vor Besteigen ihres Flugzeugs ermordet.
Bob führt ein klärendes Gespräch mit den Berger-Brüdern und versucht, etwaige Zweifel an seiner Vertrauenswürdigkeit zu beseitigen. Während er die beiden für ein illegales Geschäft begeistern will, versieht ihr Handlanger Vincent Bobs Auto heimlich mit einer Wanze. Sie erhoffen sich dadurch, mehr über den undurchsichtigen Mann herauszufinden, erfahren aber erst einmal nur, dass Steve auf einer Pferdeauktion erscheinen wird, die auch Laurent besuchen möchte. Im Vorfeld wird Nathalie von Nick und Bob, die sich ihr als Polizisten zu erkennen geben, aufgesucht. Sie bieten ihr und ihrem Sohn einen Platz in einem Zeugenschutzprogramm an, wenn ihre Mitarbeit zur Verhaftung von Laurent und Jean-Pierre führen würde. Die Frau begleitet Laurent widerwillig zur Auktion, bei der sie den Niederländer Mobach kennenlernen, der unter dem Decknamen Visser ein Pferd zum Verkauf anbietet, das Bob dann hereinführt. Laurent hilft Visser, das Gebot in die Höhe zu treiben und letztendlich erwerben zwei Unbekannte das Tier für über 200.000 Euro. Laurent erinnert Nathalie daran, wie wichtig sie ihm sei und verspricht ihr, ihr zuliebe die Firma zu verkaufen und mit ihr gemeinsam die Ranch zu führen, so dass beide mehr Zeit mit Jackson verbringen könnten. Zurück auf der Ranch sind diese Pläne dann doch nicht mehr so konkret und zusätzlich versucht Laurent, Nathalie zu begrapschen, woraufhin sich diese losreißt und Bob per SMS mitteilt, dass sie „dabei“ wäre. Mithilfe von Mobach gelingt es Bob, ein Treffen mit den Bergers zu arrangieren, an dem auch ein venezolanischer Gangster (erneut der spanische Polizist Carlos, der sich diesmal Enrico nennt) und sein Leibwächter teilnehmen. Jean-Pierre und Laurent sollen den Südamerikanern Fahrzeuge und Waffen liefern, um sie in ihrem Kampf zu unterstützen. Doch Jean-Pierre, der gut über die politische Lage im Land sowie den Wert der dortigen Währung Bescheid weiß, hält von der Sache Abstand. Laurent zeigt sich hingegen weiterhin interessiert und will den Deal allein durchziehen.
Vor dem Haus ihrer Mutter wird Polly von Henk überrascht, der ihr aufträgt, ihrem Vater „Grüße von Ferry“ auszurichten und ihm ein Smartphone auszuhändigen. Das Mädchen hört sich die darauf enthaltene Tonaufnahme an und erfährt so von dem Kampf zwischen ihrem Vater und John. Nachdem sie Bob davon in Kenntnis gesetzt hat, beschwört dieser sie, niemandem von dem Handy oder der Aufnahme zu erzählen. Im Anschluss werden Polly, ihr Bruder David sowie Mutter Liesbeth in ein Safehouse der Polizei gebracht. Bei der anschließenden Befragung durch den Beamten Marc Gevers hält sich Polly an die Abmachung und verrät nichts. Wenig später nimmt Marc mit einem Einsatzkommando Henk in dessen Wohnung fest, dieser macht Andeutungen darüber, dass Polly Marc möglicherweise nicht alles erzählt haben könnte. In einem Rückblick erfährt man ein wichtiges Detail aus Jean-Pierres Vergangenheit, das auch Bob recherchiert. So arbeitete er damals gemeinsam mit seinem Partner und schwulen Liebhaber Victor, einem Armenier, für einen Rüstungskonzern. Nachdem er mehrere Scheichs zu seinen Gunsten bestach, verriet ihn Victor an die Behörden, woraufhin Jean-Pierre für drei Jahre ins Gefängnis musste. Ferry nimmt über das Smartphone, das Henk übergeben hatte, Kontakt mit Bob auf und droht diesem, ihm den Mord an John anzuhängen. Als Gegenleistung für sein Schweigen will er bei seinem baldigen Prozess freigesprochen werden und vorher noch einmal mit Danielle, die sich von ihm abgewandt hat, sprechen. Unter dem Vorwand, ihn bezüglich seines legalen Geschäfts zu interviewen, locken Bob, Patrick und Nick den Waffenhändler Jean-Pierre in ein Hotel, wo bereits eine Kollegin alles vorbereitet hat. Dort soll dieser Victor, den sie mithilfe eines Tricks dorthin bringen lassen, sehen, wie er vermeintlich Geschäfte mit Carlos macht. Zunächst gelingt die Täuschung, doch schließlich sucht der misstrauische Jean-Pierre seinen alten Partner auf, bedroht ihn, glaubt ihm aber dann nicht, als dieser beteuert, nie Geschäfte mit dem Venezolaner gemacht zu haben.
Laurent gesteht Jackson trotz der Warnungen Nathalies, dass er dessen Vater sei. Bob rettet hingegen den Einsatz, als er die Wanze findet, dann jedoch ein Telefongespräch mit Victor simuliert, bei dem ihm eine Sprachaufnahme hilft, die er in einem echten Gespräch mit dem Mann an der Hotelbar aufgenommen hat. Daraufhin ist Jean-Pierre bereit, den Deal über die Bühne zu bringen. Jackson erzählt Laurent, dass seine Mutter behauptet hätte, dieser käme ins Gefängnis. Daraufhin überprüft der Mann Nathalies Handy und kombiniert, dass die zuletzt am häufigsten gewählte Nummer zu Steve gehören muss; bereits kurz vorher hatte sein Bruder angedeutet, die beiden könnten ein Verhältnis miteinander haben. An den Stallungen konfrontiert Laurent die Frau mit den Tatsachen, woraufhin ein Kampf ausbricht, an dessen Ende er kurz davor steht, Nathalie zu Tode zu würgen. Diese kann einen Pferdeleckstein greifen und den Angreifer damit niederschlagen. Laurent liegt regungslos im Stroh und in ihrer Verzweiflung bittet Nathalie Bob um Hilfe. Dieser ruft den Rettungswagen, führt Reanimationsmaßnahmen durch und vereinbart mit der geschockten Frau, dass Laurent von Stella, einem jungen Pferd, gegen den Kopf getreten wurde. Bob und die Spanier entführen Victor ohne Absprache mit der Einsatzleitung, um ihn als Pfand für die erste Lieferung der Bergers einzusetzen, die ansonsten gratis sein soll. Nathalie und Bob haben in dessen Wagen Sex, nachdem der Frau klar wurde, was der Polizist bisher alles für sie getan hat. Nach der Entlassung aus der Klinik erwacht Laurent wenig später im Haus seiner Mutter, wo er gepflegt wird, aus dem Koma, jedoch ist er aufgrund eines Schlaganfalls gelähmt und kann nicht sprechen. Nathalie spürt jedoch aufgrund der Art, wie er sie ansieht, dass er nichts von dem Angriff vergessen hat.
Bob beginnt, immer mehr die Kontrolle zu verlieren und muss an mehreren Fronten gleichzeitig kämpfen. Seine Familie ist mittlerweile aus dem ehemals gemeinsamen Haus ausgezogen, ihre Telefone sind nicht mehr erreichbar. Da die Spanier in der Heimat gebraucht werden, muss er Victor aus dem Versteck holen und ihn permanent im Auto festketten. Seine Vorgesetzten werden immer misstrauischer, auch da sie nichts von seinen bisherigen Verfehlungen wissen, Ferry sitzt ihm im Nacken und der Tag des Deals rückt immer näher. Bob kann Danielle, die mittlerweile nicht mehr auf dem Campingplatz lebt, ausfindig machen und dazu bringen, Ferry zu besuchen. Diese gesteht ihrem Mann, dass sie Sex mit Kim alias Anouk hatte, was Ferrys Anwältin vor Gericht verwenden kann. Jean-Pierre lässt den Deal schließlich platzen und konfrontiert Bob, der zu allem Überfluss auch noch Victor hat fliehen lassen, mit seinem Misstrauen ihm gegenüber. Nathalie schafft es, Jean-Pierres SIM-Karte zu fotografieren, woraufhin das Telefon überwacht werden kann und die Beamten ein Lager ausfindig machen, wo sie die Waffen vermuten. Bei ihrer Ankunft ist das Lager jedoch leer, woraufhin sich Patrick einen Durchsuchungsbeschluss besorgt, um Jean-Pierres Privat- und Firmenräume durchsuchen zu lassen. Bob packt aus und gesteht Nick alles, was dieser nicht weiß. Nick beschwört ihn, vor Gericht unter Eid die Wahrheit zu sagen, um hinterher noch allen in die Augen sehen zu können, die ihm wichtig seien. Bob nimmt als Zeuge am Prozess teil, darf aber aufgrund seines Status als Undercoverermittler in einem separaten Raum sitzen. Er streitet die Vorwürfe von Ferrys Anwältin ab, was diesen die Freiheit kostet. So hat Bob seinen Freund Nick nun nicht mehr auf seiner Seite, wird aber immer noch vermeintlich von Marc und Patrick, denen seine Lügen zugutekamen, beschützt.
Laurent kann mithilfe von Blinzeln mit seinem Bruder kommunizieren und sowohl Bob wie auch Nathalie verraten. Jean-Pierre lässt Nathalie von Vincent entführen und ins Haus seiner Mutter bringen, wo er ihr zwei Dosen Morphium verabreicht. In diesem Zustand muss die Frau nun Papiere unterschreiben, die im Fall ihres Todes (den eine dritte Dosis Morphium bringen soll) Laurent die Vaterschaft für Jackson garantieren. Bob trifft auf der Ranch niemanden an, kann aber mithilfe von Nathalies absichtlich vor ihrem Wagen zurückgelassenem Autoschlüssel kombinieren, dass diese in Gefahr und bei Yvette ist. Dort angekommen, wird er von Jean-Pierre angeschossen, gemeinsam mit Nathalie in den Kofferraum seines Wagens gesperrt und von Vincent unter eine Autobahnbrücke gefahren. Bob und Nathalie schaffen es aber mit vereinten Kräften, Vincent zu überwältigen und Bobs Kollegen zu verständigen. Als diese am Haus der Bergers eintreffen, erschießt oben Jean-Pierre seinen Bruder, dem er versprochen hatte, dass sie nicht ins Gefängnis müssten. Als er sich selbst hinrichten will, hat die alte Pistole seines Vaters eine Ladehemmung und er wird überwältigt sowie festgenommen. Nach Abschluss des Falls besucht Bob gemeinsam mit seiner Tochter Polly zum ersten Mal Kims Grab.

### Staffel 3
Bob, der sich aufgrund seiner zuvorigen ungesetzlichen Vorgehensweise verantworten muss, wird von Einsatzleiter Patrick Diericks gebeten, einen Verräter in den Reihen der Polizei zu enttarnen, der Informationen an eine türkische Drogenbande weitergibt. All dies geschieht inoffiziell, da er nicht mehr als Undercover-Agent tätig ist und auch als Polizist suspendiert wurde. 
Um dieser gefährlichen Aufgabe gerecht zu werden, nimmt er Kontakt zu einem ihm bekannten Drogenboss auf, zu dem gerade auf Bewährung entlassenen Ferry. Er kennt diese Drogenbande und mehr noch: Dieser hat bereits versucht nach seiner Haftentlassung Kontakt zu diesem Drogenring aufzunehmen. Mit hierbei heimlich geschossenen Aufnahmen, die Ferry wieder ins Gefängnis bringen könnten, kann Bob Ferry zur Zusammenarbeit „überreden“.
Gemeinsam treten sie als „Geschäftspartner“ auf und können mit dem Versprechen Extasy zu produzieren erste Kontakte knüpfen. Hierzu schalten sie zuvor, zusammen mit der Polizei, die produzierende Konkurrenz aus, sodass beide einen sicheren Zugang zur Drogenbande haben. Hervor tut sich hierbei die attraktive Leyla Bulut, die als Ehefrau viele der Aufgaben ihres, durch ein Attentat an den Rollstuhl gefesselten, Ehemann und Chef der Bande Serkan, übernimmt. Jedoch ist sie sehr misstrauisch und stellt viele Fragen, darunter auch welche mit einem Lügendetektor. Bob und auch Ferry, der um die Lebensgefahr weiß, meistern diese Aufgaben bravourös. Leyla ist nun vertrauensvoll gestimmt und begegnet Bob auch auf persönlicher Ebene. Auch wenn ein spielerisches Aus-der-Handlesen weder für Bob (der ja nur eine Rolle zu spielen hat) und Leyla, die ihrem Mann treu ist, keinerlei erotische Bedeutung hat, gelangen Beobachtungen und sogar Fotos davon zu Serkan, der sich aus rasender Eifersucht zu großen Unvorsichtigkeiten hinreißen lässt. Er erwägt, neben der Ermordung von Bob, auch die Tötung seiner vermeintlich untreuen Frau. Es gelingt Bob, mit Unterstützung von Nick und Patrick, schließlich die Bande zu überführen und auch Ferry verhaften zu lassen, weil der nebenher heimlich eigene Drogen produzierte. Durch juristische Finessen gelangt dieser aber wieder frei, ist aber fortan mittellos und gescheitert. Er trifft neuerlich auf Bob und bedroht ihn ernstlich mit einer Schusswaffe, schlägt ihn dann aber nur nieder, geht und schließt mürrisch seinen Frieden mit ihm.

## Drehorte
Die erste Staffel wurde hauptsächlich auf dem Campingplatz Blauwe Meer im belgischen Lommel gedreht, in der Serie heißt er hingegen Camping Zonnedauw. Auch im Philips Stadion, der Heimspielstätte der PSV Eindhoven, sowie am Aachener Hauptbahnhof fanden Dreharbeiten statt, ebenso im französischen Saint-Malo. Die zweite Staffel spielt sich hingegen größtenteils auf der Pferderanch Gipsy Horses Ranch in Westerlo ab, die in der Serie El Dorado genannt wird.

## Entstehung
Die Handlung beruht auf wahren Begebenheiten um einen polizeilichen Fahndungserfolg 2013 in Chimay, als einige Undercover-Ermittler ein großes Drogenlabor zerschlagen haben. Die Figur des Ferry Bouman ist dabei Janus van Wesenbeeck nachempfunden, einem Eindhovener Rauschgifthändler. Dieser lebte auf einem Campingplatz nahe dem belgischen Lommel und wurde im Jahr 2009 durch zwei Undercoveragenten überführt.
Als Showrunner fungierte Nico Moolenaar. Drehbuchautoren bei allen Episoden der ersten Staffel sind Piet Matthys, Nico Moolenaar, Bart Uytdenhouwen; zumindest in den ersten drei Episoden werden auch andere Personen als Drehbuchautoren genannt.
Die deutsche Synchronfassung entstand bei der Studio Hamburg Synchron GmbH mit Oliver Böttcher als Dialogbuchautor und Dialogregisseur.
Die Titellied (Limburg allein) wie auch ein weiteres Stück (Als De Blaadjes Vallen), welches innerhalb einzelner Folgen der ersten Staffel verwendet wurde, stammen vom Limburger Volkssänger Jo Erens (1928–1955). Weitere Musikstücke stammen vom flämischen Künstler Willy Sommers, der mit dem Stück Laat De Zon In Je Hart einen Cameo-Auftritt in der zweiten Staffel hat und der US-amerikanischen Sängerin Cassandra Violet (Beyond the Fray).

## Veröffentlichung
Ihre Uraufführung hatte die Serie beginnend am 24. Februar 2019 auf dem belgischen, öffentlich-rechtlichen Fernsehsender Eén. Deutsch synchronisiert strahlte ZDFneo die erste Staffel ab dem 8. Mai 2019 erstmals aus, seitdem die komplette Staffel zudem auch in der ZDFmediathek abrufbar ist. In vielen Ländern ist die Serie bei Netflix per Video-on-Demand verfügbar. Auf Deutsch erschien die erste Staffel zudem am 10. Mai 2019 auf DVD und Blu-ray.

## Episoden

### Staffel 1
In der deutschen Synchronisation haben die Episoden der 1. Staffel keine deutschen Titel. Auf Deutsch erschienen die Episoden alle am 8. Mai 2019.
| Nr. | Titel                  | Erstveröffentlichung (Belgien) |
| --- | ---------------------- | ------------------------------ |
| 1   | Camping Zonnedauw      | 24. Feb. 2019                  |
| 2   | Hoogsensitief          | 3. März 2019                   |
| 3   | Italian Designer Drugs | 10. März 2019                  |
| 4   | Legio Patria Nostra    | 17. März 2019                  |
| 5   | Over de grens          | 24. März 2019                  |
| 6   | Sirenes                | 31. März 2019                  |
| 7   | De kop van die wout    | 7. Apr. 2019                   |
| 8   | Nouveau Monde          | 14. Apr. 2019                  |
| 9   | Bodem                  | 21. Apr. 2019                  |
| 10  | Showtime               | 28. Apr. 2019                  |

### Staffel 2
Auf Deutsch erschienen die Episoden alle am 9. November 2020.
| Nr. (ges.) | Nr. (St.) | Deutscher Titel        | Originaltitel      | Erstveröffentlichung (Belgien) |
| ---------- | --------- | ---------------------- | ------------------ | ------------------------------ |
| 11         | 1         | El Dorado              | El Dorado          | 6. Sep. 2020                   |
| 12         | 2         | Pentagon               | Pentagon           | 13. Sep. 2020                  |
| 13         | 3         | Soldiers of Love       | Soldiers of Love   | 20. Sep. 2020                  |
| 14         | 4         | Ein trojanisches Pferd | Trojan Horse Power | 27. Sep. 2020                  |
| 15         | 5         | Revolution             | Revolucíon         | 4. Okt. 2020                   |
| 16         | 6         | Victor                 | Victor             | 11. Okt. 2020                  |
| 17         | 7         | Enrico                 | Enrichochet        | 18. Okt. 2020                  |
| 18         | 8         | Sperre                 | Roadblock          | 25. Okt. 2020                  |
| 19         | 9         | Rekonstruktion         | Reconstructie      | 1. Nov. 2020                   |
| 20         | 10        | Krieg                  | Oorlog             | 8. Nov. 2020                   |

### Staffel 3
Auf Deutsch erschienen die Episoden alle am 10. Januar 2022.
| Nr. (ges.) | Nr. (St.) | Deutscher Titel              | Originaltitel             | Erstveröffentlichung (Belgien) |
| ---------- | --------- | ---------------------------- | ------------------------- | ------------------------------ |
| 21         | 1         | Der böse Blick               | Boze Oog                  | 21. Nov. 2021                  |
| 22         | 2         | Festival-Shop-Sonderangebote | Festival Shop Super Sales | 28. Nov. 2021                  |
| 23         | 3         | Vertrauenskrise              | Trust Issues              | 5. Dez. 2021                   |
| 24         | 4         | All inclusive                | All-In Resort             | 12. Dez. 2021                  |
| 25         | 5         | Der Maulwurf in der Küche    | Rat In The Kitchen        | 19. Dez. 2021                  |
| 26         | 6         | Pater familias               | Pater Familias            | 26. Dez. 2021                  |
| 27         | 7         | Totalschaden                 | Total Loss                | 2. Jan. 2022                   |
| 28         | 8         | Showdown                     | Showdown                  | 9. Jan. 2022                   |

## Kritik
Von deutschen Kritikern gab es Lob für die Serie. Zum Beispiel Oliver Kaever von Spiegel online beurteilte die erste Staffel als „dramaturgisch äußerst raffiniert angerichtet und emotional mitreißend. Modernes Serienfernsehen aus dem vermeintlichen Hinterland.“ Heike Hupertz befand das Werk in der FAZ als spannend und als „eine stil- und tonsichere, prollig-plüschige ‚Belgian Noir‘-Variante“. Der Film-Dienst vergab drei von fünf möglichen Sternen und meinte, die Serie überzeuge durch „viel schwarzen Humor und groteske Momente“ sowie ein „glänzend gecastetes Darstellerensemble, packende Montage-Sequenzen und fintenreiche Drehbücher“.

## Adaptionen
Die Serie brachte zwei Ableger hervor, die die Figur Ferry Bouman adaptieren und ebenfalls bei Netflix erschienen. Bei beiden handelt es sich um Prequels, d. h. sie erzählen von Ferry in der Zeit vor der Handlung der Serie Undercover. Dazu gehören der Spielfilm Ferry von 2021 und die Fernsehserie Ferry: Die Serie, die 2023 begann.